# Top Gear: Polar Special
Das Top Gear: Polar Special ist eine Episode des bekannten britischen Automagazins Top Gear, welche am 25. Juli 2007 auf BBC Two ausgestrahlt wurde. Es war ein Versuch der beiden Moderatoren Jeremy Clarkson und James May den in der Arktis einige hundert Kilometer vom geografischen Nordpol entfernten nördlichen Magnetpol als erste Menschen überhaupt mit einem Auto zu erreichen. Richard Hammond hingegen sollte versuchen, den Pol schneller als das Auto auf einem Hundeschlitten zu erreichen.
Das Projekt wurde von Top Gear in Zusammenarbeit mit Toyota und Arctic Trucks (eine auf die Modifikation von Geländefahrzeugen spezialisierte Firma) realisiert. Die für das Polar Special verwendeten Fahrzeuge waren zwei stark modifizierte Toyota Hilux und ein ebensolcher Toyota Land Cruiser, wobei der Fokus im Film auf dem von May und Clarkson gefahrenen Hilux lag. Das Ereignis wurde von Toyota als Hilux Arctic Challenge beworben.

## Überblick
Der Zeitpunkt des Rennens wurde von der BBC gewählt, damit es sich mit der jährlich stattfindenden Polar Challenge überschneidet, bei der sich die Teilnehmer ein Rennen zu der Position die der nördliche Magnetpol im Jahr 1996 hatte, mittels Skilanglauf und Trekking liefern. Der Versuch würde dann als separates Top Gear Special im Jahr 2007 gezeigt werden. Als Teil dieser Herausforderung würde das Auto gegen einen Hundeschlitten antreten, dem traditionellen Fortbewegungsmittel in der Arktis. James May und Jeremy Clarkson würden das Auto fahren und Richard Hammond den Hundeschlitten, welcher von Matty McNair gesteuert würde.
Clarkson und May waren in ihrem Hilux dann auch tatsächlich die ersten am nördlichen Magnetpol, gewannen somit das Rennen gegen Hammond und waren damit neben ihrem Unterstützungsteam die ersten Menschen, die diesen Pol in einem Auto erreichten. Die Episode wurde musikalisch überwiegend mit Kompositionen von Clint Mansell aus Requiem for a Dream, Movement 4 und Death is the Road to Awe unterlegt. Diese Episode war die erste Top-Gear-Episode die in High Definition ausgestrahlt wurde. Mittlerweile wird jede Folge der TV-Serie auch in High Definition ausgestrahlt.

## Fahrzeuge

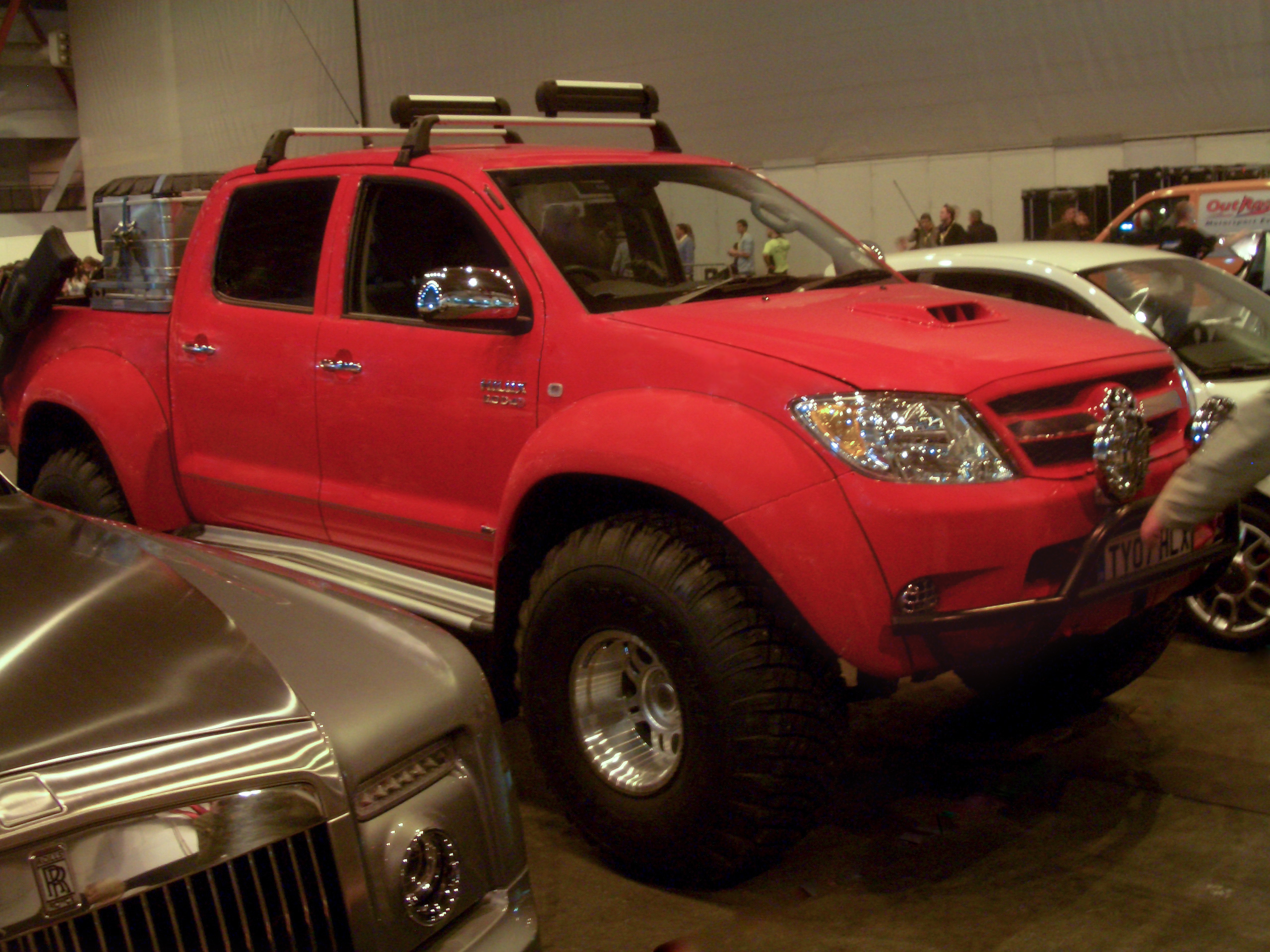
Toyota Hilux dieses Typs kamen bei der Expedition zum Einsatz
(im Bild: Das Moderatorenfahrzeug)

Für die Expedition wurden zwei Toyota Hilux (Modell 3.0 D4-D) mit Doppelkabine und ein Toyota Land Cruiser 120 verwendet. Zusätzlich wurde ein modifizierter Anhänger auf 38″-Rädern benutzt, um Teile der Ausrüstung und zusätzlichen Kraftstoff zu transportieren. Ein Hilux wurde von den beiden Moderatoren May und Clarkson gefahren und wurde hierfür mit zusätzlichen Kameras und Mikrofonen ausgerüstet. Die anderen beiden Fahrzeuge wurden von der Filmcrew, zwei Mechanikern und einem Polarexperten genutzt. Alle drei Fahrzeuge mussten sich denselben starken Modifikationen unterziehen, um die arktischen Verhältnisse überstehen zu können.
So wurden die Standardfelgen und -reifen gegen speziell angefertigte Felgen der Firma Arctic Trucks und 38″-Schneereifen mit Spikes ausgetauscht. Die Räder können mit einem Druck von gerade einmal 0,28 Bar (4 Psi) gefahren werden, um so eine größere Auflagefläche auf Schnee zu ermöglichen. Die Radkästen wurden angehoben und verbreitert, um die größeren Räder zu schützen. Dazu musste auch der Radstand vergrößert werden. Der normale 3-Liter-Dieselmotor wurde modifiziert, um bei den tiefen Temperaturen noch zuverlässig funktionieren zu können. Es wurden Heizelemente hinzugefügt, um den Kraftstoff und die Kühlflüssigkeit zu erwärmen. Zusätzlich wurde eine robustere Autobatterie installiert und der Lufteinlass verändert. Ein 90-Liter-Zusatztank wurde installiert. Das Übersetzungsverhältnis wurde auf 1:4,88 abgesenkt. Für den Fall, dass die Fahrzeuge steckenblieben, konnten zwei Seilwinden am Heck oder der Front aller drei Fahrzeuge installiert werden. Zusätzlich wurde auf der Anhängerkupplung des Moderatorenfahrzeugs ein klappbarer Toilettensitz installiert.
Der Toyota Hilux wurde u. a. deswegen ausgewählt, weil er sich bereits in mehreren Top Gear Challenges als außerordentlich robust und zuverlässig erwiesen hatte. Ein Exemplar wurde im Laufe zweier Top-Gear-Folgen u. a. für die Dauer einer Flut ins offene Meer gestellt, in Brand gesetzt und letztendlich auf ein zu sprengendes Hochhaus gestellt. Der Hilux konnte trotz schwerster Schäden jedes Mal nach Reparaturen mit dem Bordwerkzeug wieder in Betrieb genommen werden. Der Hilux war also die „offensichtliche“ Wahl für die Fahrt zum Pol.

## Die Expedition
Die Expedition begann am 27. April 2007 um 13.00 Uhr von Resolute Bay im Territorium Nunavut. Das Tagesziel war die unbewohnte Bathurst-Insel, wo die Expedition ihr Lager für diesen Tag aufschlug. Nach der Abreise von Bathurst konnte sich der Konvoi nur noch auf Satellitennavigation verlassen.
An den ersten drei Tagen kam die Expedition aufgrund des glatten Eisuntergrunds gut voran, allerdings wurde bereits am 28. April 2007 das Gelände schwieriger. Scharfkantiges Eis und eine dicke Schneedecke reduzierten die Traktion und stellten ein Risiko für die Reifen dar. Kundschafter wurden vorausgeschickt, um eine sichere Route festzulegen und nötigenfalls Eishindernisse mit Hilfe von Äxten einzuebnen. Darauf folgend galt es, ein dünnes Eisfeld zu überqueren, wobei die Gefahr bestand, dass die schweren Fahrzeuge durch das Eis brachen, sodass sie nur sehr langsam vorankamen.
Am Morgen des 2. Mai 2007 erreichte das Team den Ort des nördlichen Magnetpols von 1996 78° 35,7′ N, 104° 11,9′ W (bzw. 78° 35′ 7″ N, 104° 11′ 9″ W auf Anzeige des mitgeführten GPS, etwas über einen Kilometer Südsüdost davon entfernt). Damit waren sie die ersten Menschen, die den nördlichen Magnetpol mit einer Toleranz von unter einer Meile in einem Kraftfahrzeug erreicht hatten.
Von dort wurden die Top-Gear-Moderatoren per Flugzeug ausgeflogen, während der Rest des Teams sich auf den Weg zu der nach Gunnerius Ingvald Isachsen benannten, seit 1978 stillgelegten Wetterstation Isachsen auf der Ellef-Ringnes-Insel machte, wo sie ihr Lager aufschlugen und den Zustand ihrer Fahrzeuge im Hinblick auf die Rückfahrt nach Resolute überprüften.
Richard Hammond erreichte das Ziel nicht, „da es grausam erschien ihn die zusätzliche Distanz zurücklegen zu lassen, nur damit Clarkson sich hämisch freuen könne“.